# Miscibilitat

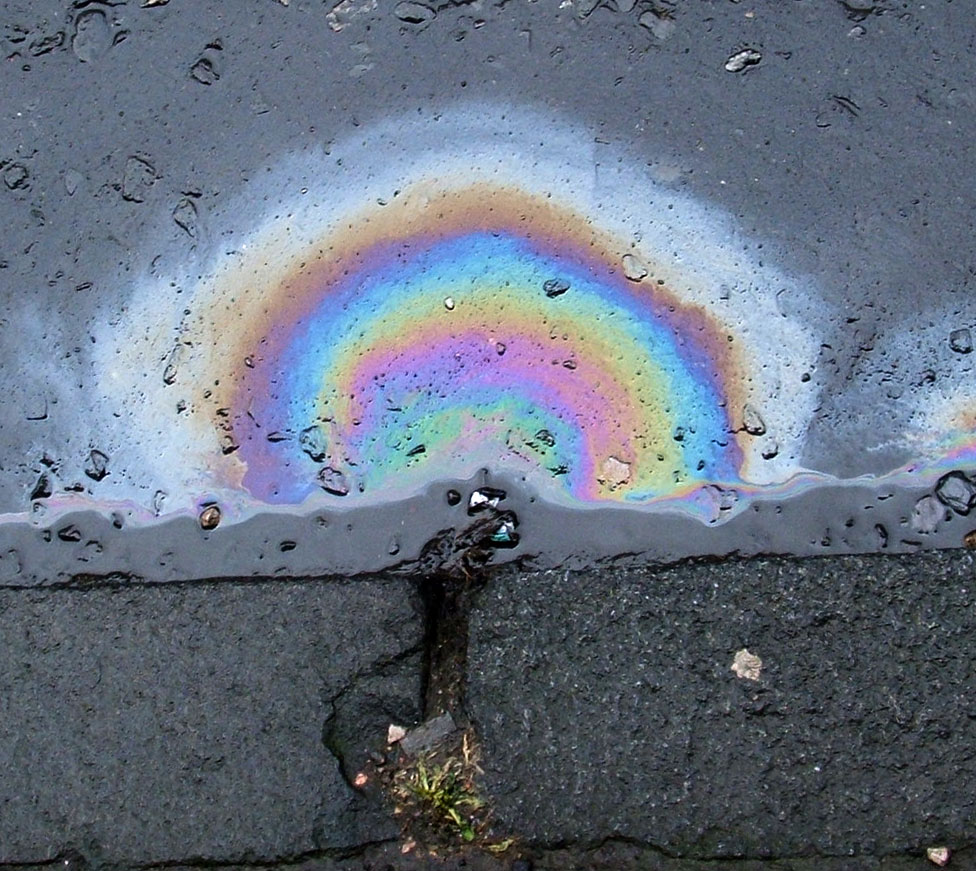
El gasoil és immiscible en l'aigua. L'arc de sant Martí és per una interferència òptica de la pel·lícula.

La miscibilitat és la propietat d'un líquid de mesclar-se en totes les proporcions, formant una solució físicament homogènia. En principi aquest terme s'aplica també a les altres fases de la matèria (sòlids i gasos), però se centra normalment en la solubilitat d'un líquid en un altre. L'aigua i l'etanol, per exemple són miscibles en totes les proporcions.
Per contrast, hi ha substàncies que són immiscibles en alguna proporció, no formen una solució. Per exemple l'èter dietil és força soluble en aigua, però aquests dos solvents no són miscibles, ja que no són solubles en totes les proporcions.

## Compostos orgànics
En compostos orgànics, el percentatge en pes de la cadena d'hidrocarburs sovint determina la miscibilitat del compost en l'aigua. Per exemple, entre els alcohols l'etanol té dos àtoms de carboni i és miscible en l'aigua, en canvi l'octanol amb un substituent C8H17 no ho és. També aquest és el cas dels lípids de cadena de carbonis molt llarga que gairebé tots són inmiscibles en aigua. Situacions anàlegues ocorren per altres grups funcionals.

## Metalls
Els metalls immiscibles no poden formar aliatges. Un exemple d'immiscibilitat és el coure i el cobalt, on el congelament ràpid per formar precipitats sòlids s'ha usat per a crear materials granular GMR (en magnetoresistència gegant)

## Determinació
La miscibilitat de dos materials sovint es determina òpticament. Quan dos líquids miscibles es combinen, el líquid resultant és clar. Si la mescla és nebulosa els dos materials són inmiscibles. Tanmateix s'ha de tenir en compte l'índex de refracció dels materials que si són similars la mescla dels inmiscibles pot resultar clara.